# Kosmos 2339
Kosmos 2339, ruski vojni komunikacijski satelit iz programa Kosmos. Vrste je Strijela-3.
Lansiran je 14. veljače 1997. godine u 03:47 s kozmodroma Pljesecka u Rusiji. Lansiran je u nisku orbitu oko planeta Zemlje raketom nosačem Ciklon-3 11K68. Orbita mu je 1409 km u perigeju i 1413 km u apogeju. Orbitna inklinacija mu je 82,60°. Spacetrackov kataloški broj je 24726. COSPARova oznaka je 1997-006-F. Zemlju obilazi u 114,02 minute. 
S njime su lansirana još dva satelita Strijela-3 i tri satelita Glasnik-D1 br. 322, 323 i 324.

## Vanjske poveznice
- N2YO.com Search Satellite Database
- Celes Trak SATCAT Format Documentation (engl.)
- Kunstman  Arhivirana inačica izvorne stranice od 12. kolovoza 2019. (Wayback Machine) Satellites in Orbit (engl.)